# Ayu Maulida
Raden Roro Ayu Maulida Putri, född 11 juli 1997 i Surabaya i Jawa Timur i Indonesien, är en indonesisk skådespelare, fotomodell och vinnare av skönhetstävlingen Puteri Indonesia 2020. Hon kommer att representera Indonesien på Miss Universum 2020.

## Biografi
Raden Roro Ayu Maulida Putri föddes i Indonesien och har en australisk far och en indonesisk-holländsk mor. Familjen flyttade tidigt till Indonesien där de bosatte sig i staden Surabaya. Raden Roro Ayu Maulida Putri talar indonesiska och engelska. Hon har medverkat i TV-serier som "Face of Asia (2019)", "Indonesia Fashion Week (2019)". Hon har också medverkat i filmer som "Senyum Desa (2017)".

## Miss Universum 2020
6 mars 2020 deltog Maulida i Miss Universum Indonesia-tävlingen två gånger och vann andra gången då hon blev Miss Universum Indonesia 2020. Hon fick då chansen att tävla i skönhetstävlingen Miss Universum. Hon tävlade i finalen som hölls 2020 i USA.